# Philipp von Foltz

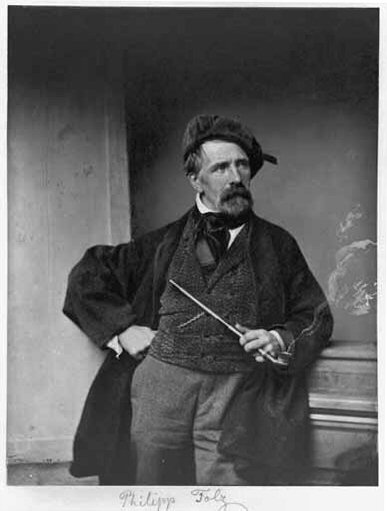
Philipp von Foltz.

Philipp von Foltz, född den 11 maj 1805 i Bingen, död den 5 augusti 1877 i München, var en tysk målare, bror till arkitekten och bildhuggaren Ludwig Foltz.
Foltz kom 1825 till München där Peter von Cornelius strax innan hade blivit direktör för konstakademin. Han vistades 1835-1838 i Italien och blev professor vid akademin när han återkom till München. 1865-1875 var han även direktör för centralgalleriet.
Under Cornelius ledning skapade Foltz åtskilliga fresker i glyptoteket, och tillsammans med Lindenschmit framställde han, i det nya kungliga slottet, 23 målningar efter Friedrich Schillers ballader. Senare målade han ytterligare 19 konstverk efter dikter av Bürger i samma slott.
Han efterlämnade en mängd tavlor som skildrade dels historiska tilldragelser, dels hans liv i alperna. Hans bästa arbeten anses vara Sångarens förbannelse efter Johann Ludwig Uhland (1838 i Kölns museum), Kejsar Fredrik I inför hertig Henrik lejonet och Perikles angripes af Kleon (båda i Maximilianeum i München).